# EmblemHealth Bronx Open 2012
L'EmblemHealth Bronx Open 2012 è stato un torneo professionistico di tennis femminile giocato sul cemento. È stata la 17ª edizione del torneo, che fa parte dell'ITF Women's Circuit nell'ambito dell'ITF Women's Circuit 2012. Si è giocato a Crotona, nel Bronx negli USA dal 6 al 12 agosto 2012.

## Partecipanti

### Teste di serie
| Nazionalità | Giocatrice        | Ranking* | Testa di serie |
| ----------- | ----------------- | -------- | -------------- |
| Svizzera    | Romina Oprandi    | 58       | 1              |
| Australia   | Casey Dellacqua   | 108      | 2              |
| Rep. Ceca   | Karolína Plíšková | 112      | 3              |
| Australia   | Olivia Rogowska   | 114      | 4              |
| Argentina   | Paula Ormaechea   | 126      | 5              |
| Rep. Ceca   | Kristýna Plíšková | 128      | 6              |
| Giappone    | Erika Sema        | 129      | 7              |
| Germania    | Tatjana Maria     | 137      | 8              |

- Ranking al 6 agosto 2012.

### Altre partecipanti
Giocatrici che hanno ricevuto una wild card:
- Jacqueline Cako
- Julia Elbaba
- Eva Raszkiewicz

Giocatrici che hanno ricevuto un entry con uno special ranking:
- Lauren Albanese

Giocatrici che sono passate dalle qualificazioni:
- Jan Abaza
- Eri Hozumi
- Emily Webley-Smith
- Allie Will

## Campionesse

### Singolare
- Romina Oprandi ha battuto in finale  Anna Čakvetadze con il punteggio di 5–7, 6–3, 6–3

### Doppio
- Shūko Aoyama /  Erika Sema hanno battuto in finale  Eri Hozumi /  Miki Miyamura con il punteggio di 6–4, 7–6(4)